# Gucin (Płońsk)
Pour les articles homonymes, voir Gucin.
Gucin (prononciation : [ˈɡut͡ɕin]) est un village polonais de la gmina de Nowe Miasto dans le powiat de Płońsk de la voïvodie de Mazovie dans le centre-est de la Pologne.

## Histoire
De 1975 à 1998, le village appartenait administrativement à la voïvodie de Ciechanów.